# 위토프 기호

예시

기하학에서,수학자 윌리엄 아브라함 위토프(Willem Abraham Wythoff)의 이름을 딴 위토프 기호는 고른 다면체의 위토프 구성을 나타내는 기호이다.
콕세터, 롱게 히긴스 및 밀러가 균일 다면체를 열거할 때 처음 사용했다. 나중에 콕세터 다이어그램은 기본 심플렉스 내의 n차원 공간에서 균일한 폴리토프와 벌집을 표시하기 위해 개발되었다.
위토프 기호는 세 개의 숫자와 세로 막대로 구성된다. 동일한 타일링/다면체는 다른 대칭 생성기에서 다른 위토프 기호를 가질 수 있지만 하나의 균일한 다면체 또는 타일링을 나타낸다.
약간의 확장으로 위토프의 기호는 모든 고른 다면체에 적용될 수 있다. 그러나 구성 방법은 유클리드 또는 쌍곡선 공간에서 모든 균일 타일링으로 이어지지 않는다.

## 같이 보기
- 콕서터 다이어그램